# Hermensen Ballo
Hermensen Bertholens Ballo (Kupang, 26 febbraio 1971) è un ex pugile indonesiano.

## Carriera

### Giochi olimpici
Pugile dilettante, ha partecipato a due edizioni dei giochi olimpici: Atlanta 1996 e Sydney 2000, in entrambi i casi nei pesi mosca.
All'olimpiade statunitense, superò il primo turno battendo Guy-Elie Boulingui, ma venne sconfitto al secondo da Zoltan Lunka, che si aggiudicherà poi il bronzo.
In Australia venne invece sconfitto al primo turno dallo statunitense José Navarro.

### Giochi asiatici
Ha vinto due medaglie ai Giochi asiatici: il bronzo a Hiroshima 1994 (nei pesi mosca leggeri) e l'argento a Bangkok 1998 (nei pesi mosca), dove fu sconfitto in finale dal thailandese Pramuansak Phosuwan.

## Palmarès
- Giochi asiatici:
  -  - XIII Giochi asiatici (pesi mosca)
  -  - XII Giochi asiatici (pesi mosca leggeri)